# Essey
Essey ist eine französische Gemeinde mit 308 Einwohnern (Stand 1. Januar 2022) im Département Côte-d’Or in der Region Bourgogne-Franche-Comté. Sie gehört zum Kanton Arnay-le-Duc und zum Arrondissement Beaune.
Nachbargemeinden sind Thoisy-le-Désert im Norden, Meilly-sur-Rouvres im Osten, Le Fête im Süden und Clomot und Châtellenot im Westen. 

## Siehe auch

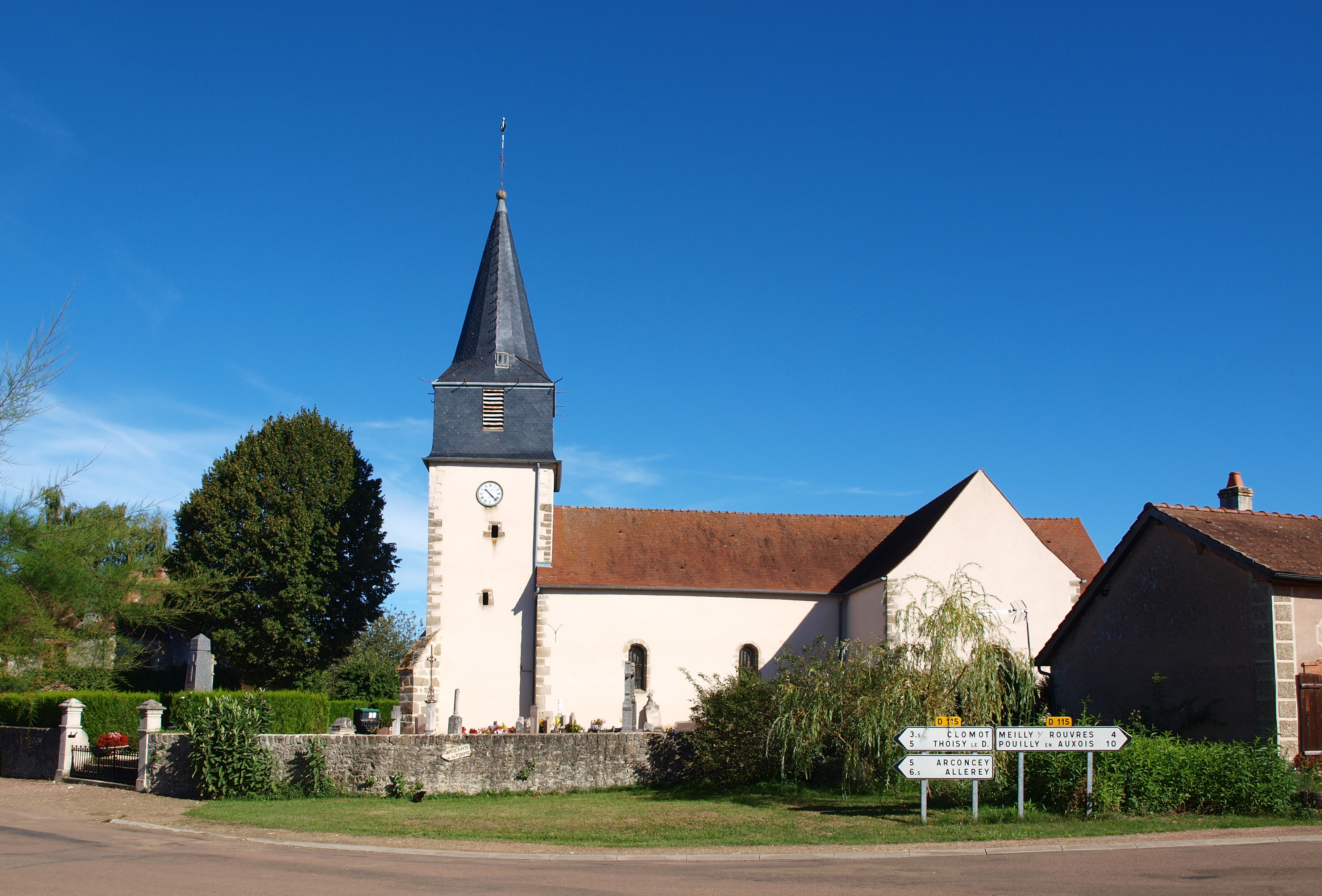
Kirche Saint-Germain in Essey

## Bevölkerungsentwicklung
| Jahr                       | 1962 | 1968 | 1975 | 1982 | 1990 | 1999 | 2008 | 2016 |
| -------------------------- | ---- | ---- | ---- | ---- | ---- | ---- | ---- | ---- |
| Einwohner                  | 163  | 166  | 183  | 172  | 122  | 140  | 186  | 276  |
| Quellen: Cassini und INSEE |      |      |      |      |      |      |      |      |